# Bông lau ngực nâu
Bông lau ngực nâu, tên khoa học Pycnonotus xanthorrhous, là một loài chim trong họ Pycnonotidae.
Loài chim này được tìm thấy trong Trung Quốc, Hồng Kông, Lào, Miến Điện, Thái Lan và Việt Nam.

## Phân loài
Có 2 phân loài được ghi nhận:
- P. x. xanthorrhous - Anderson, 1869: Found from south-western China and northern Myanmar to northern Indochina
- P. x. andersoni - (Swinhoe, 1870): Originally described as a separate species in the genus Ixos. Found in central and southern China